# Д'юї-Гамболдт (Аризона)
Д'юї-Гамболдт (англ. Dewey–Humboldt) — місто (англ. town) в США, в окрузі Явапай штату Аризона. Населення — 4326 осіб (2020).

## Географія
Д'юї-Гамболдт розташоване за координатами 34°31′3″ пн. ш. 112°14′59″ зх. д. / 34.51750° пн. ш. 112.24972° зх. д. (34.517439, -112.249771).  За даними Бюро перепису населення США в 2010 році місто мало площу 48,15 км², уся площа — суходіл.

## Демографія
Згідно з переписом 2010 року, у місті мешкали 3894 особи в 1589 домогосподарствах у складі 1094 родин. Густота населення становила 81 особа/км².  Було 1888 помешкань (39/км²).
Расовий склад населення:
| - 92,3 % — білих - 1,0 % — корінних американців - 0,3 % — чорних або афроамериканців - 0,2 % — азіатів - 0,1 % — вихідців з тихоокеанських островів - 3,6 % — осіб інших рас |

До двох чи більше рас належало 2,6 %. Частка іспаномовних становила 10,5 % від усіх жителів.
За віковим діапазоном населення розподілялося таким чином: 20,4 % — особи молодші 18 років, 58,5 % — особи у віці 18—64 років, 21,1 % — особи у віці 65 років та старші. Медіана віку мешканця становила 49,3 року. На 100 осіб жіночої статі у місті припадало 104,8 чоловіків;  на 100 жінок у віці від 18 років та старших — 103,7 чоловіків також старших 18 років.
Середній дохід на одне домашнє господарство  становив 52 158 доларів США (медіана — 44 167), а середній дохід на одну сім'ю — 57 063 долари (медіана — 47 881). Медіана доходів становила 40 308 доларів для чоловіків та 30 000 доларів для жінок. За межею бідності перебувало 12,1 % осіб, у тому числі 10,2 % дітей у віці до 18 років та 2,6 % осіб у віці 65 років та старших.
Цивільне працевлаштоване населення становило 1525 осіб. Основні галузі зайнятості: освіта, охорона здоров'я та соціальна допомога — 25,6 %, будівництво — 12,9 %, роздрібна торгівля — 10,8 %, виробництво — 9,3 %.